# Bisbat de Niigata
El bisbat de Niigata (japonès: カトリック新潟教区, llatí: Dioecesis Niigataënsis) és una seu de l'Església Catòlica al Japó, sufragània de l'arquebisbat de Tòquio. L'any 2013 tenia 7.237 batejats sobre una població de 4.610.854 habitants. Actualment està regida pel bisbe Tarcisio Isao Kikuchi, S.V.D.
La diòcesi és coneguda per les aparicions de la Mare de Déu d'Akita, les quals van ser aprovades pel bisbe local John Shojiro Ito el 1984. La Mare de Déu d'Akita va ser formalment aprovada el 1988 quan el cardenal Joseph Ratzinger, com a Prefecte de la Congregació per a la Doctrina de la Fe, jutjà com a creïbles les aparicions i el seu missatge com a digne de fe.

## Territori
La diòcesi comprèn les prefectures de Niigata, de Yamagata i d'Akita, a la regió de Hokuriku, a l'illa de Honshu.
La seu episcopal és la ciutat de Niigata, on es troba la catedral de Crist Rei.
El territori s'estén sobre 28.652  km², i està dividit en 31 parròquies.

## Història
La prefectura apostòlica de Niigata va ser erigida el 13 d'agost de 1912, prenent el territori ala diòcesi d'Hakodate (avui bisbat de Sendai).
El 18 de febrer de 1922 cedí una porció del seu territori per tal que s'erigís la prefectura apostòlica de Nagoya (avui diòcesi).
El 16 d'abril de 1962 la prefectura apostòlica va ser elevada al rang de diòcesi mitjançant la butlla Sicut provido del Papa Joan XXIII.

## Cronologia episcopal
- Joseph Reiners, S.V.D. † (1912 - 28 de juny de 1926 nomenat prefecte apostòlic de Nagoya)
- Anton Ceska, S.V.D. † (28 de juny de 1926 - 1941 mort)
- Peter MagoshiroMatsuoka † (1941 - 1953 renuncià)
- John BaptistTokisukeNoda † (13 de març de 1953 - 11 d'octubre de 1961 mort)
- Johannes Shojiro Ito † (16 d'abril de 1962 - 9 de març de 1985 jubilat)
- Francis Keiichi Sato, O.F.M. † (9 de març de 1985 - 14 de maig de 2004 jubilat)
- Tarcisius Isao Kikuchi, S.V.D., ( 29 d'abril de 2004 - 25 d'octubre de 2017 nomenat arquebisbe de Tòquio) 
  - Tarcisius Isao Kikuchi, S.V.D. (25 d'octubre de 2017 - 31 de maig de 2020) (administrador apostòlic)
- Paul Daisuke Narui, S.V.D., des del 31 de magi de 2020

## Estadístiques
A finals del 2013, la diòcesi tenia 7.237 batejats sobre una població de 4.610.854 persones, equivalent al 0,2% del total.
| any  | població | població  | població | sacerdots | sacerdots       | sacerdots       | sacerdots             | diaques | religiosos | religiosos | parròquies |
| ---- | -------- | --------- | -------- | --------- | --------------- | --------------- | --------------------- | ------- | ---------- | ---------- | ---------- |
| any  | batejats | total     | %        | total     | clergat secular | clergat regular | batejats por sacerdot | diaques | homes      | dones      |            |
| 1950 | 2.613    | 5.070.000 | 0,1      | 20        | 3               | 17              | 130                   |         |            | 57         |            |
| 1970 | 6.762    | 4.908.821 | 0,1      | 47        | 13              | 34              | 143                   |         | 35         | 115        |            |
| 1980 | 7.092    | 4.929.000 | 0,1      | 45        | 15              | 30              | 157                   |         | 30         | 134        | 28         |
| 1990 | 7.246    | 4.974.487 | 0,1      | 36        | 14              | 22              | 201                   |         | 22         | 125        | 35         |
| 1999 | 7.570    | 4.945.803 | 0,2      | 33        | 14              | 19              | 229                   |         | 19         | 99         | 35         |
| 2000 | 7.502    | 4.932.156 | 0,2      | 33        | 15              | 18              | 227                   |         | 18         | 97         | 34         |
| 2001 | 7.567    | 4.908.788 | 0,2      | 33        | 15              | 18              | 229                   | 1       | 19         | 101        | 34         |
| 2002 | 7.674    | 4.893.401 | 0,2      | 34        | 15              | 19              | 225                   | 1       | 20         | 98         | 36         |
| 2003 | 7.549    | 4.893.401 | 0,2      | 34        | 15              | 19              | 222                   | 1       | 20         | 99         | 37         |
| 2004 | 7.711    | 4.850.802 | 0,2      | 35        | 15              | 20              | 220                   | 1       | 21         | 96         | 37         |
| 2013 | 7.237    | 4.610.854 | 0,2      | 37        | 18              | 19              | 195                   |         | 21         | 64         | 31         |